# Saison cyclonique 2015 dans l'océan Pacifique nord-ouest
La saison 2015 des cyclones tropicaux dans l'océan Pacifique est une saison légèrement au-dessus de la moyenne qui a produit 40 dépressions tropicales dont 24 tempêtes tropicales et 21 typhons. La saison s'est déroulée tout au long de l'année 2015, bien que la plupart des cyclones tropicaux se soient développés de juillet à octobre. La première tempête de la saison, Mekkhala, s'est développée le 15 janvier, tandis que la dernière tempête de la saison, Melor, s'est dissipée le 17 décembre. La saison est marquée par le nommage d'au moins un système tropical chaque mois, une première depuis 1965, et par l'enregistrement d'un grand nombre de typhons des catégories 4 et 5. L'énergie des cyclones accumulée (ACE), la deuxième plus élevée depuis les années 1970, a été attribuée en partie au réchauffement anthropique.
Le sujet de cet article est limité à une portion de l'océan Pacifique située au nord de l'équateur entre le 100e méridien est et le 180e méridien. Dans l'océan Pacifique nord-ouest, deux organismes distincts attribuent des noms aux cyclones tropicaux, ce qui peut souvent avoir pour conséquence l'attribution de deux noms à un même cyclone. L'Agence météorologique japonaise (AMJ) nomme un cyclone tropical si elle estime qu'il a des vents soutenus atteignant au moins à 65 km/h durant une période de 10 minutes partout dans le bassin, tandis que l'Administration des services atmosphériques, géophysiques et astronomiques des Philippines (PAGASA) attribue des noms aux cyclones tropicaux qui se déplacent vers ou forment une dépression tropicale dans leur zone de responsabilité située entre 135°E 115°E et entre 5°N et 25°N, qu'un cyclone tropical ait ou non déjà reçu un nom par le JMA. Les dépressions tropicales surveillées par le Joint Typhoon Warning Center (JTWC) des États-Unis reçoivent un numéro avec un suffixe « W ».
La nomenclature des systèmes n'est pas la même dans le Pacifique que dans les autres océans.

## Principaux systèmes

### Typhon Soudelor (Hanna)
Le typhon Soudelor, ou typhon Hanna dans les Philippines, est un cyclone tropical de catégorie 5 sur l'échelle de Saffir-Simpson et avec des vents de 215 km/h en moyenne avec des rafales à plus de 285 km/h. Il est le deuxième plus gros cyclone à se développer dans l'hémisphère nord en 2015. Soudelor a eu des répercussions graves dans les îles Mariannes du Nord, à Taïwan et en Chine où au moins trente-huit décès ont été confirmés. Quelques effets ont été ressentis au Japon, en Corée du Sud et aux Philippines.
À cause des destructions et des décès qu'il a causé, le nom Soudelor fut retiré des listes futures de noms par le Comité des cyclones tropicaux de l'Organisation météorologique mondiale durant sa rencontre de février 2016. Ce nom sera remplacé par Saudel à partir de 2021.